# Rhombophryne ornata
Espèce
Rhombophryne ornata est une espèce d'amphibiens de la famille des Microhylidae.

## Répartition
Cette espèce est endémique du Nord de Madagascar. Elle se rencontre à environ 2 021 m d'altitude dans le massif Tsaratanana.

## Description
Le mâle holotype mesure 33,0 mm.

## Publication originale
- Scherz, Ruthensteiner, Vieites, Vences & Glaw, 2015 : Two new microhylid frogs of the genus Rhombophryne with superciliary spines from the Tsaratanana Massif in northern Madagascar. Herpetologica, vol. 71, no 4, p. 310–321.